# Don't You Worry
Don't You Worry is een nummer van de Amerikaanse band Black Eyed Peas, de Colombiaanse zangeres Shakira en de Franse dj David Guetta uit 2022. Het is de eerste single van Elevation, het negende studioalbum van de Black Eyed Peas.
Met "Don't You Worry" was het voor het eerst sinds ruim tien jaar dat de Black Eyed Peas en Guetta weer samenwerkten; eerder produceerde Guetta "I Gotta Feeling" en "Rock That Body" voor de band, en deed hij mee op de albumtrack "Everything Wonderful" op het Black Eyed Peas-album The Beginning. Frontman Will.i.am en Guetta werkten in de periode 2009-2011 ook intensief samen op meerdere nummers, maar ook dat werd na 2011 minder, totdat ze dit nummer uitbrachten. Met Shakira werkten de Black Eyed Peas anderhalf jaar eerder nog samen op de plaat "Girl like Me".
"Don't You Worry" werd in diverse landen een hit. Hoewel de plaat flopte in Amerika, werd het in diverse Europese landen wel een hit. Bijvoorbeeld in Guetta's thuisland Frankrijk, waar het een bescheiden 14e positie bereikte. Ook in het Nederlandse taalgebied werd de plaat een kleine hit; met een 23e positie in de Nederlandse Top 40 en een 37e positie in de Vlaamse Ultratop 50.